# Еуст-Агдер
Еуст-Агдер (норв. Aust-Agder) — один із колишніх норвезьких фюльке (районів). Існував до 2020 року, розташовувався в районі Серланн (Південна Норвегія). Адміністративний центр — місто Арендал. Межував із фюльке Ругаланн, Телемарк, Вест-Агдер на сході.

## Адміністративно-територіальний поділ
Еуст-Агдер поділявся на 15 комун:
- Арендал
- Біркенес
- Бюглан
- Бюкле
- Валле
- Веґорсгей
- Грімстад
- Ерстад
- Івелан
- Ліллесан
- Омлі
- Рісер
- Тведестран
- Фролан
- Ев'є-ог-Горннес